# Kris Gemmell
Kris Gemmell (* 28. April 1977 in Napier) ist ein ehemaliger Triathlet und zweifacher Olympionike (2008, 2012) aus Neuseeland.

## Werdegang
Kris Gemmell begann 1995 mit Triathlon.
2002 wurde er in Mexiko Aquathlon-Weltmeister (2,5 km Laufen, 1 km Schwimmen und 2,5 km Laufen). Bei den Commonwealth Games 2002 belegte er den sechsten Rang.
Im März bei den Commonwealth Games 2006 wurde er Fünfter.

### Olympische Sommerspiele 2008
Bei den Olympischen Sommerspielen 2008 in Peking belegte er den 39. Rang.
Im März 2011 gewann er die Ozeanischen Triathlon-Meisterschaften.

### Olympische Sommerspiele 2012
2012 startete er zum zweiten Mal bei den Olympischen Sommerspielen und belegte in London den 15. Rang. Er erklärte seine aktive Zeit 2012 für beendet.

### Dopingsperre 2014
Im Dezember 2014 wurde er in Neuseeland von der nationalen Anti-Doping-Behörde (Court of Arbitration for Sport, CAS) für 15 Monate gesperrt. Obwohl er in seiner 17-jährigen aktiven Zeit niemals positiv getestet wurde, habe er im Zeitraum von August 2012 bis September 2013 (nach seinem Rücktritt) drei Mal gegen Auflagen verstoßen. Im Januar 2015 wurde die Sperre auf ein Jahr reduziert.
Er lebt im Norden Neuseelands, in Palmerston North.

## Sportliche Erfolge
| Datum/Jahr    | Rang | Wettbewerb                          | Austragungsort | Zeit        | Bemerkung                                                                                            |
| ------------- | ---- | ----------------------------------- | -------------- | ----------- | --- |
| 7. Aug. 2012  | 15   | Olympische Sommerspiele 2012        | London         | 01:48:52    | |
| 22. Mai 2011  | 1    | 5150 New Orleans                    | New Orleans    | 01:46:35    | |
| 15. Mai 2011  | 2    | 5150 New Orleans                    | New Orleans    | 01:40:37    | Der Bewerb in New Orleans wurde witterungsbedingt ohne die Schwimmdistanz als Duathlon ausgetragen.  |
| 20. März 2011 | 1    | Ironman 70.3 Singapore              | Singapur       | 03:50:56    | [ 3 ]                                                                                                |
| 12. März 2011 | 1    | OTU Triathlon Oceania Championships | Wellington     | 01:51:45    | Ozeanische Triathlon-Meisterschaft                                                                   |
| 14. Aug. 2010 | DNF  | World Championship Series 2010      | Kitzbühel      | –           | beim 6. Rennen der Serie                                                                             |
| 13. März 2010 | 2    | OTU Triathlon Oceania Championships | Wellington     | 01:53:21    | |
| 23. Aug. 2009 | 2    | ITU World Championship Series 2009  | Yokohama       | 01:44:49    | Zweiter im 7. Rennen hinter Jan Frodeno                                                              |
| 16. Aug. 2009 | 3    | World Championship Series 2009      | London         |             | |
| 19. Aug. 2008 | 39   | Olympische Sommerspiele 2008        | Peking         | 01:53:49    | |
| 21. Juni 2008 | 3    | Alpen-Triathlon                     | Schliersee     | 02:02:40    | |
| 3. Feb. 2008  | 4    | OTU Triathlon Oceania Championships | Taupō          | 00:59:52    | OCA Sprint Distance Triathlon Oceania Championships                                                  |
| 19. März 2006 | 5    | Commonwealth Games 2006             | Melbourne      | 01:50:10    | |
| 2003          | 13   | ITU Triathlon World Championships   | Queenstown     | 01:56:36    | |
| 15. Apr. 2003 | 3    | OTU Triathlon Oceania Championships | Queenstown     | 01:52:27    | Dritter bei der Ozeanischen Triathlon-Meisterschaft                                                  |
| 10. Nov. 2002 | 8    | ITU Triathlon World Championships   | Cancún         | 01:52:10    | |
| 4. Aug. 2002  | 6    | Commonwealth Games 2002             | Manchester     | 01:52:53    | |
| 2. Sep. 2001  | 12   | Goodwill Games                      | Brisbane       | 01:51:44,74 | [ 9 ]                                                                                                |
| 2001          | 30   | ITU Triathlon World Championships   | Edmonton       | 01:50:31    | |
| 1999          | 27   | ITU Triathlon World Championships   | Montreal       | 01:47:25    | Weltmeisterschaft auf der olympischen Distanz (1,500 km Schwimmen, 40 km Radfahren und 10 km Laufen) |

| Datum/Jahr | Rang | Wettbewerb                       | Austragungsort | Zeit | Bemerkung             |
| ---------- | ---- | -------------------------------- | -------------- | ---- | --------------------- |
| 2002       | 1    | ITU Aquathlon World Championship | Cancún         |      | Aquathlon-Weltmeister |

(DNF – Did Not Finish)